# Myrica rubra
Myrica rubra, també anomenada yangmei (en xinès:杨梅) és una espècie de planta subtropical de forma arbòria que proporciona un fruit comestible dolç de color porpra vermell. És natiu de l'est d'Àsia principalment de la Xina, on com a mínim fa 2.000 anys que es cultiva. És d'importància econòmica i el seu conreu es concentra al sud del riu Iangtze. També s'ha naturalitzat a Taiwan, Japó, Corea, i les Filipines. És un arbre de mida mitjana a petita perennifoli que arriba a fer 20 m d'alt. És dioic. Tolera els sòls pobres i àcids. El fruit és esfèric d'1,5 a 2,5 cm de diàmetre només té una sola llavor de la meitat de diàmetre que tot el fruit. És una planta ornamental en parcs i carrers i dels jardins clàssics xinesos. Fixa el nitrogen amb els nòduls de les seves arrels
Com a medicinal amb activitat antioxidant, antivírica i anticancerosa.

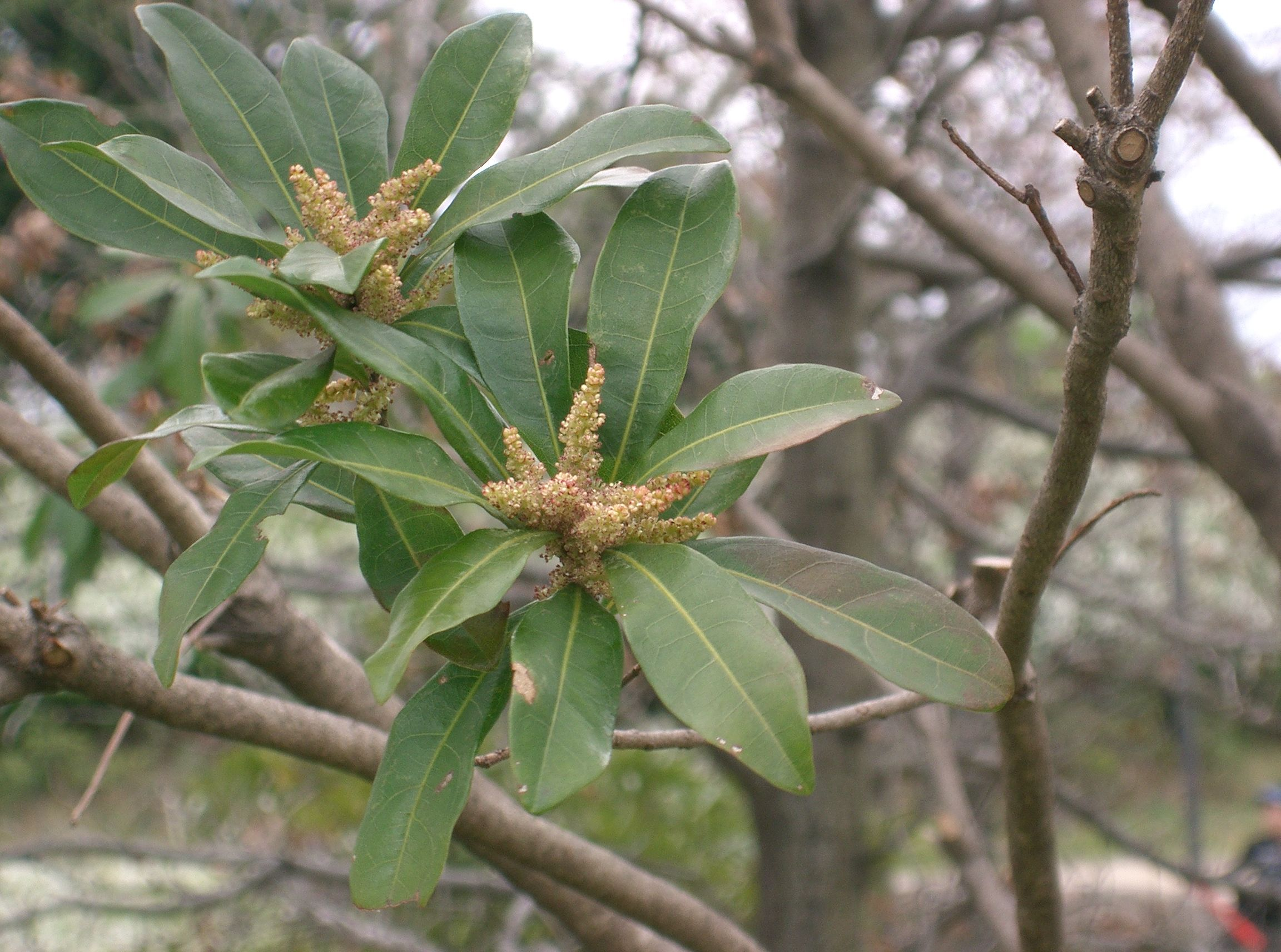
Flor
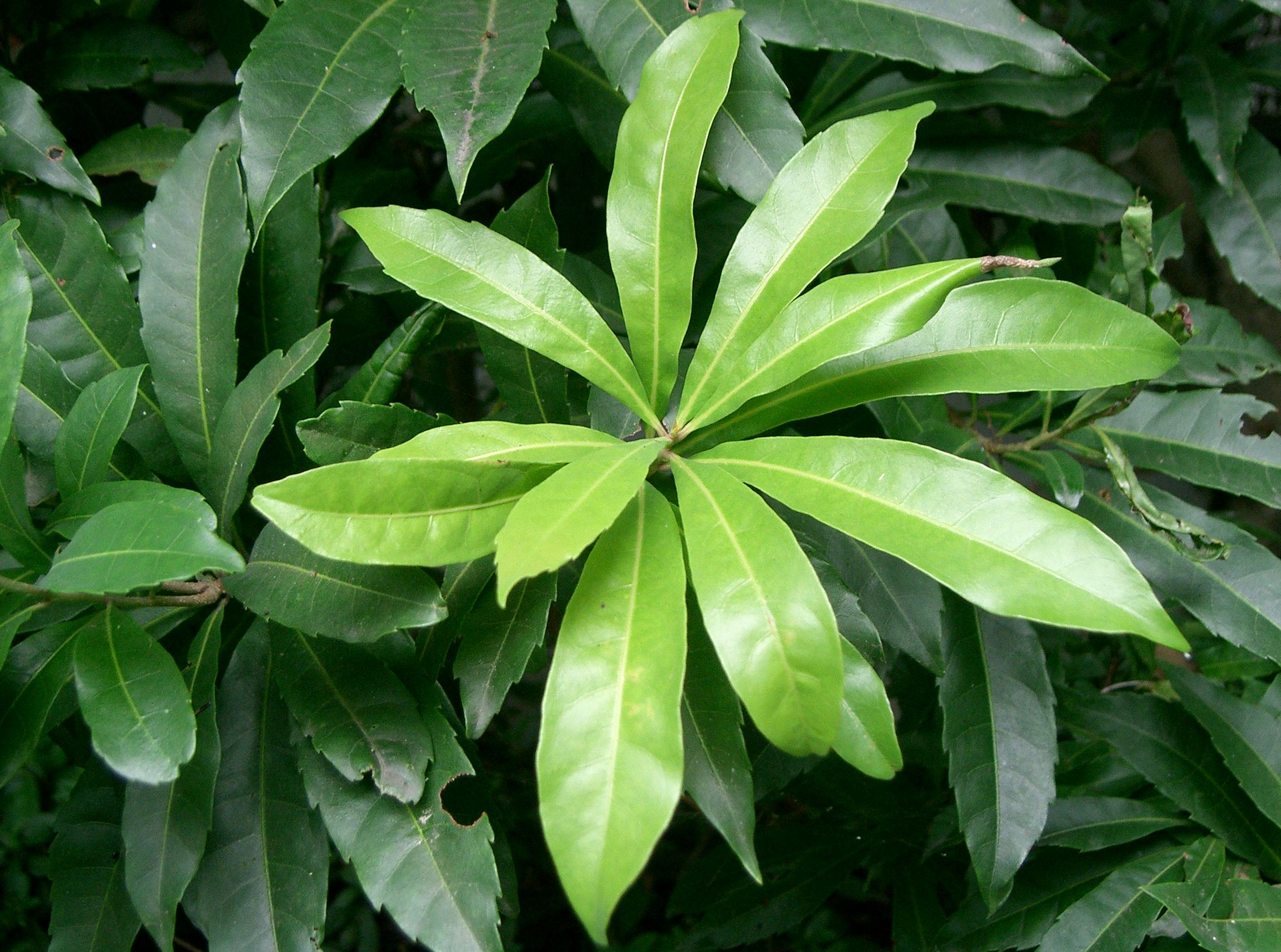
Fulla
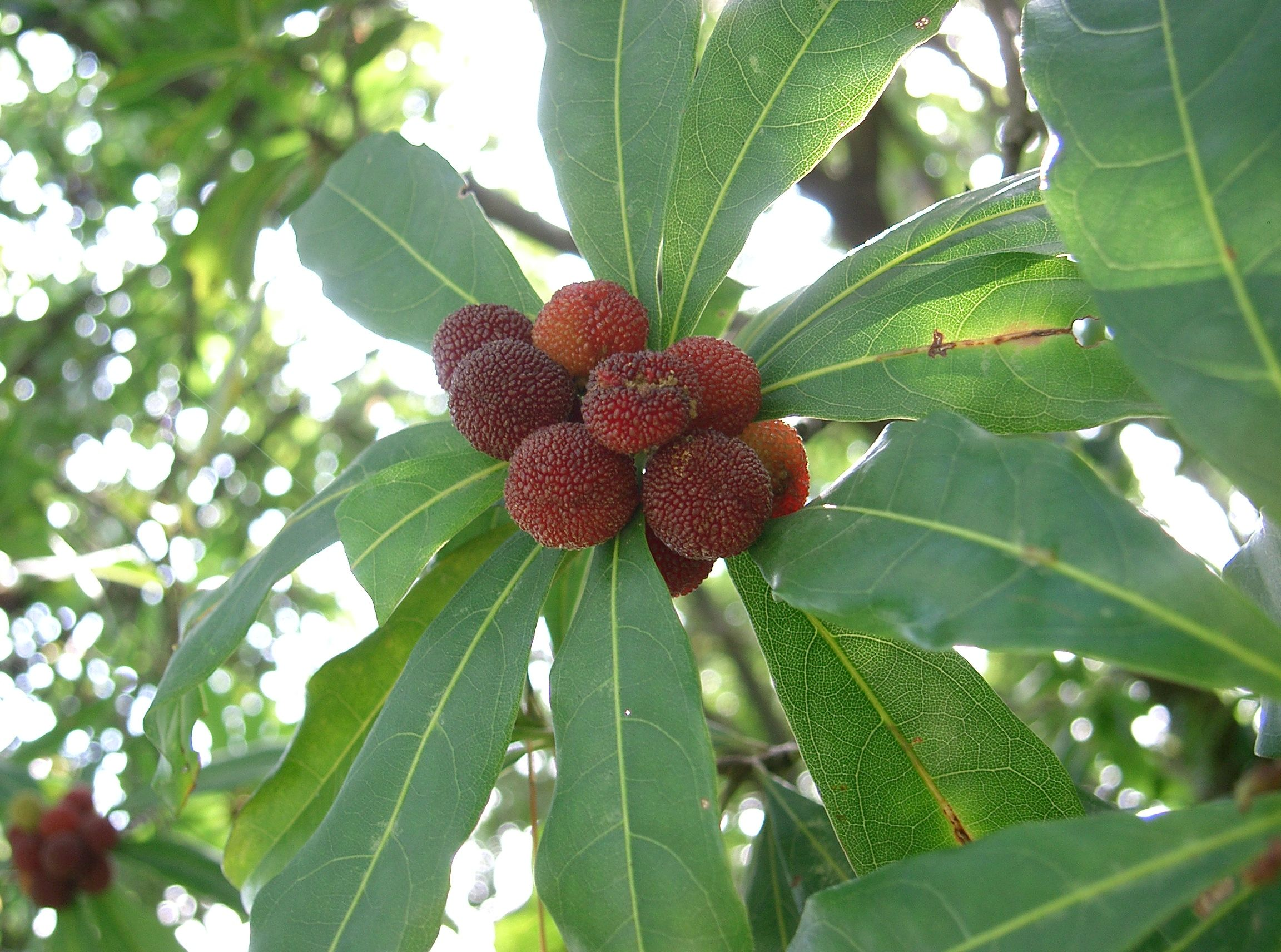
Fruits